# Список музеев Гомельской области
Список музеев Гомельской области Беларуси
- Музей истории города Гомеля
- Гомельский областной музей военной славы
- Брагинский исторический музей
- Историко-культурный центр Буда-Кошелёвского района
  - Картинная галерея имени Е. Е. Моисеенко
  - Историко-краеведческий музей
- Ветковский музей старообрядчества и белорусских традиций имени Ф. Г. Шклярова (до декабря 2012 года Ветковский государственный музей народного творчества)[1]
- Гомельский областной краеведческий музей
- Добрушский районный краеведческий музей
  - Филиал «Художественная галерея Владимира Ивановича Прокопцова» в Добруш
- Дом-музей деда Талаша
- Ельский историко-краеведческий музей
- Мемориальный музей им. П. М. Лепешинского
- Мозырский объединённый краеведческий музей
  - Мозырская районная картинная галерея
- Охотничий домик
- Музей битвы за Днепр
- Музей М. Калинина
- Музей народной славы г. Рогачёв
- Музей народной славы пос. Октябрьский
- Наровлянский этнографический музей
- Речицкий краеведческий музей
- Светлогорский музей истории города
- Туровский краеведческий музей
- Петриковский районный краеведческий музей
- Музей истории поселка Ильич
- Хойникский краеведческий музей
  - Дом-музей имени И. П. Мележа в Глинище
- Чечерский историко-этнографический музей
- Музей «Трагедия Чернобыля»
- Лельчицкий историко-краеведческий музей